# Cândido Aragonez de Faria
Cândido Aragonez de Faria (Laranjeiras, 12 de agosto de 1849 — Paris, 17 de dezembro de 1911) foi um jornalista, caricaturista, ilustrador e professor brasileiro, considerado um dos principais artistas gráficos do humor e da publicidade em sua geração.

## Primeiros anos
Era filho do ilustre médico laranjeirense José Cândido Faria e da espanhola Josefa Aragonez, crescendo em circunstâncias confortáveis. Teve os irmãos Adolfo, Júlio e Henrique. Em 1855, morto o pai, a família se muda para o Rio de Janeiro com seus oito escravos. A mãe falece em 1860, deixando os filhos sob a tutela de seu irmão Antônio Amálio Aragonez e amparados por uma pensão concedida pelo Império. Depois de passar pela guarda de dois outros tutores, em 1869 Cândido foi emancipado.
Estudou na Academia Imperial de Belas Artes e talvez no Liceu de Artes e Ofícios do Rio de Janeiro. Cândido concluiu seus estudos em 1866 e no mesmo ano já aparece profissionalmente como caricaturista do jornal A Pacotilha, e pouco depois é redator e ilustrador de A Folha Fluminense. Em 1869 fundou com seu irmão Adolfo o semanário O Mosquito, e em 1871 comprou O Lobisomem de Antônio Alves do Vale, passando a fazer alguns trabalhos em parceria com este ilustrador.
As primeiras obras que se conhece dele mostram um talento ainda imaturo e inexpressivo, como seria natural esperar de um jovem iniciante. Mas sua evolução é rápida e evidente. Despertou polêmicas, nesta fase de afirmação, sobre supostos plágios de ilustradores franceses, que estavam na moda, mas alusões e referências a obras e ideias alheias são parte do espírito da sátira e da paródia, essenciais à arte da caricatura, e na época eram a prática padrão. Além disso, naquela época a cultura da França em peso estava na moda no Brasil, ela era o novo o modelo ideal de civilização. Disse Norberto Gaudêncio Junior, um dos principais estudiosos da sua obra:
"A propalada influência estrangeira muitas vezes esbarrava nos empréstimos, nas similitudes decorrentes da apropriação do trabalho de outro, prática comum nesta época, pois devido à ampla circulação de imagens tecnicamente multiplicadas, questões como 'cópia' e 'originalidade' adquirem outro estatuto no período aqui estudado, colocando em xeque questões como marca individual e autoria. Havia muita rivalidade entre as publicações caricatas, que, por vezes, acusavam-se mutuamente de plágio. O próprio Faria chegou a reproduzir desenhos de Grévin na capa d’O Mosquito. Houve, inclusive, uma troca de acusações entre O Mosquito e A Vida Fluminense, em que a segunda, em um trocadilho espirituoso, afirmou que a primeira 'Faria muito melhor se não entretivesse relações tão íntimas com o Petit Journal pour Rire', publicação francesa muito apreciada na época".

## Projeção

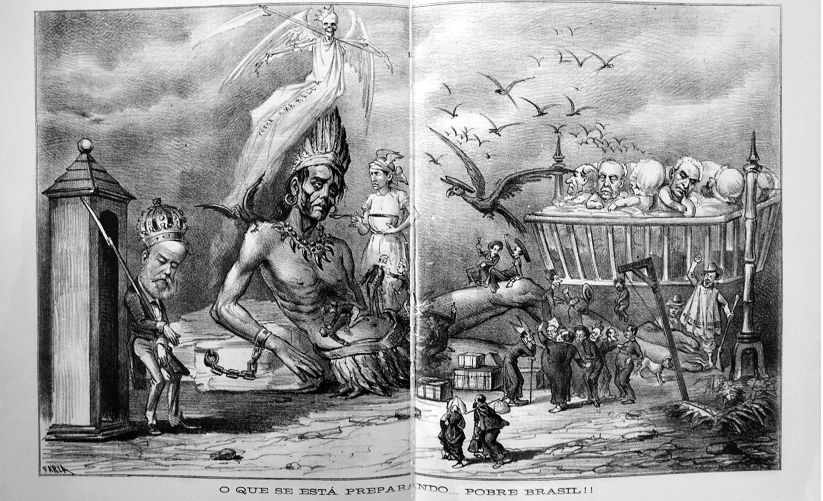
Caricatura publicada em O Mosquito em 16 de fevereiro de 1876.

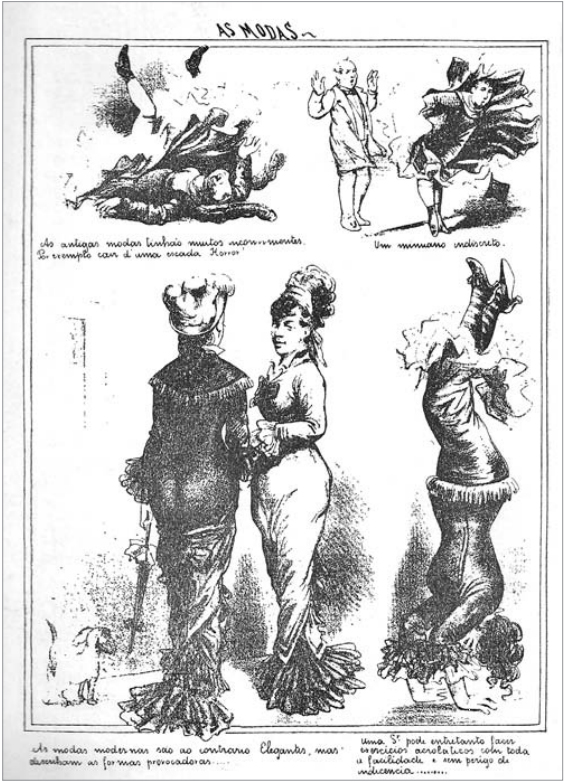
Página de O Fígaro, 1878.

Com as gravuras d'O Mosquito ele começa a firmar seu nome como um dos mais solicitados caricaturistas da capital do Império. Por certo tempo assinou todas as ilustrações do periódico, que prometia "ferroadas políticas, teatrais e literárias". No início as caricaturas tratavam de temas prosaicos, especialmente os costumes, as modas, os pequenos vícios e as insuficiências humanos. Depois incorpora temas políticos e em 1871 se lança na discussão de assuntos internacionais. Nesta altura Faria deixa O Mosquito, para o qual contribuiria a partir de então apenas esporadicamente, e vai ilustrar A Vida Fluminense.
Em O Mosquito Faria já dera provas de saber articular histórias e situações curtas em quadrinhos, e provavelmente por isso em 1872 deu continuidade às As Aventuras de Nhô Quim ou Impressões de Uma Viagem à Corte, a primeira história em quadrinhos brasileira, lançada por Angelo Agostini em 1869, ilustrando os cinco últimos dos 14 capítulos da obra. Em 1874 fundou O Mephistópheles, que lançou e ilustrou inteiramente por dois anos, e com ele sua atuação é considerada uma das mais virulentas do período, especialmente pelo ataque ao clero por ocasião da Questão Religiosa, destacando-se também pela qualidade gráfica; na opinião de Herman Lima, autor de uma biografia fundamental, ali deixaria "algumas de suas mais belas composições, não somente pelo alcance político das legendas, como pelo vigor do desenho".
Em 1876 volta para O Mosquito, um ano antes do fim da publicação, e inicia sua colaboração com O Fígaro, sucessor do então já extinto A Vida Fluminense, dirigido por Luis Borgomainerio, responsabilizando-se por todas as ilustrações e caricaturas do jornal. Ali se reuniram alguns dos principais chargistas da época, e Faria está no auge do seu talento, mas permanece por pouco tempo, e no fim do mesmo ano já está trabalhando para O Ganganelli. Colaborou em muitas outras publicações cariocas, tais como o lendário O Mequetrefe, e foi desenhista exclusivo de O Diabrete em sua curta e celebrada duração de 11 números. Colaborou esparsamente com A Comédia Popular, A Galeria, Zigue-Zague, Ba-ta-clan, O Contemporâneo e outras.
Desde 1874 ou 1875 já havia se tornado popularíssimo, umas das grandes estrelas do primeiro escalão, "não só pela excelência dos seus desenhos, como pela oportunidade e malícia de suas charges", como disse Athos Damasceno, um dos seus primeiros biógrafos. Dono de um estilo versátil, um grande senso de humor e uma verve aguçada para a crítica social e política, o conjunto das suas caricaturas forma um rico panorama da sociedade da época e das transformações pelas quais ela passava.
Em 1878 fez uma visita a Porto Alegre, que se prolongaria por quase dois anos. Anunciou-se como professor de desenho e aquarela, mas não parece ter deixado qualquer marca apreciável neste magistério. Em 6 de outubro de 1878 funda um novo Fígaro em Porto Alegre. A revista só teria 19 edições, mas deu uma contribuição inestimável às artes gráficas e à imprensa ilustrada do estado, que ainda engatinhavam. Damasceno disse que ele soube equilibrar a temática local, "o pitoresco material doméstico", com outra internacional, que "emprestava à pasquinada provinciana o toque sensacional e atraente das intrigas estrangeiras, assim enriquecendo a folha dos cheiros agradáveis de um cosmopolitismo picante e rendoso [..] Na verdade, o lápis do chargista carioca emparelhava com os mais seguros e ágeis colegas de então à frente dos quais, ponteando o préstito, marchava com brilho o popularíssimo Angelo Agostini [...] sua obra tinha caráter, realmente, e o que deixou na Província, embora pouco, vale muito [...] Deu-nos algumas lições proveitosas, trouxe-nos uma contribuição em nada desdenhável. Pois, num meio e num tempo em que o chiste corrente era a chalaça crua, o escárnio rude e o chasco maciço – sua verve, não raro de timbre francês, como já se assinalou, ensinou-nos que o delicado mistério de criticar e corrigir erros e imperfeições dos homens é amigo da finura e inimigo da grosseria".

## Buenos Aires e Paris

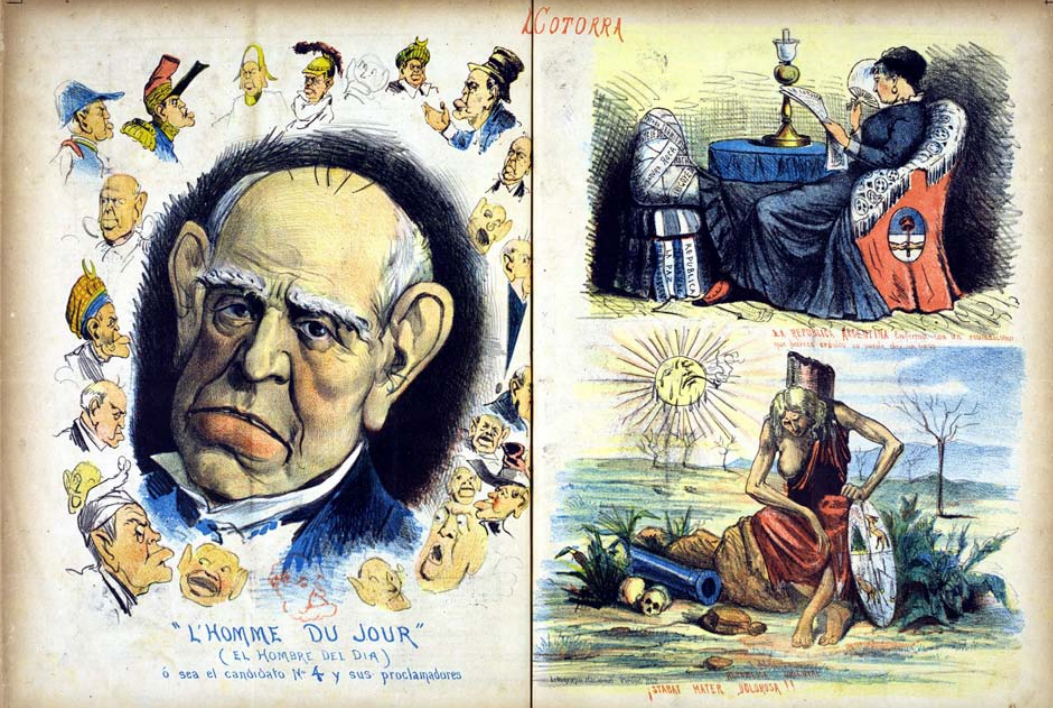
Página dupla de La Cotorra, de 21 de março de 1880.

Chega enfim a Buenos Aires em meados de 1879. Não são claros os motivos que o levaram a sair do Brasil. Talvez Buenos Aires, um dos principais centros culturais da América, lhe parecesse um mercado mais promissor, mas encontrou um contexto tumultuado por guerras contra os índios, uma guerra civil e outros problemas. Apesar disso, sua estreia foi auspiciosa. Não demorou para lançar La Cotorra, em outubro de 1879 estava circulando, apresentando ao público a primeira revista colorida da América do Sul, avanço conseguido através da técnica da cromolitografia. Faria fez praticamente todas as ilustrações dos 43 números.
Colaborou com El Mosquito, jornal que provavelmente foi a inspiração para O Mosquito brasileiro, e para o qual criou várias peças, e ilustrou com exclusividade 91 edições do diário El Gráfico, que versava sobre política, moda, comércio e notícias diversas. Faria havia desde o início contado com a colaboração do ilustrador argentino Carlos Clérice, mas com a ascensão ao poder de Julio Argentino Roca foi imposta a censura à imprensa, e então os parceiros se voltaram para a impressão e ilustração de partituras musicais para as editoras Hartmann, Guión e Rolon. Roca determinou o fechamento da Cotorra em agosto de 1880; El Mosquito sobreviveu, porque havia se mostrado crítico dos governos anteriores e aderiu ao programa do novo governo. Mas o contexto se tornara pouco favorável. Clérice partiu para a França em 1882 com irmãos e toda a família, fundando em Paris a importante gráfica Clérice Fréres, publicando principalmente cartazes.

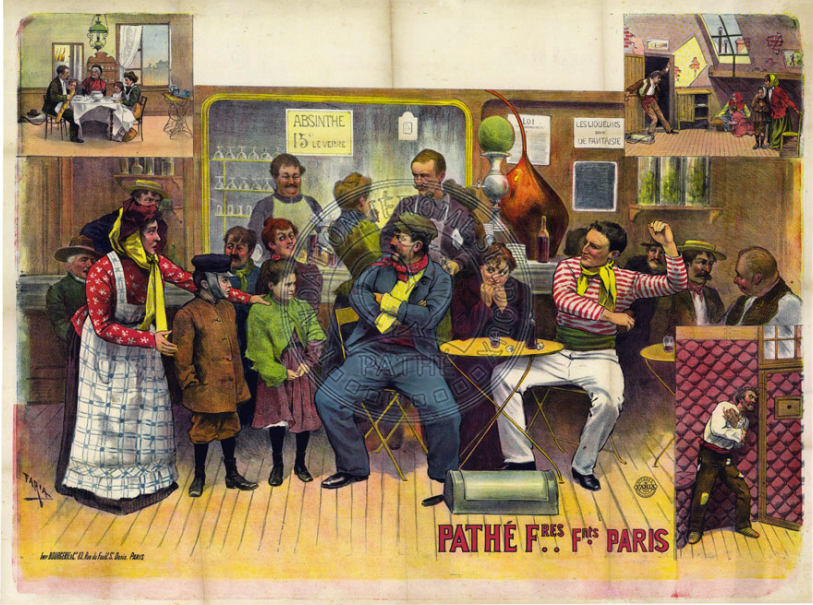
Cartaz para o filme Les victimes de l’alcoolisme, 1902, da Pathé Frères.

Em 1883 Faria também está em Paris, onde se radica. Lá mantém contatos proveitosos com os Clérice e com brasileiros em viagem ou estudos, como Victor Meirelles, Eduardo Sá e Horácio Hora. Ele tem a adaptabilidade necessária para se ambientar rápido no novo meio, funda um atelier comercial, prospera financeiramente e sua arte se aprimora ainda mais. Veio a fazer um sucesso considerável, trabalhando para várias revistas e jornais. Angelo Agostini encontrou-se com ele em 1889, e descreveu sua vida na época: "Também estive com nosso antigo colega Faria, que ficou contentíssimo de ver-me. Este não faz pinturas, dedicou-se ao desenho, no qual têm feito enorme progresso e tem, hoje, trabalhado a valer para várias ilustrações. É muito procurado e faz bom negócio".
A grande virada em sua carreira começou em 1895, com a invenção do cinematógrafo. O cinema, com efeito, tornou-se um sucesso instantâneo, atraindo todas as classes, e as empresas de cinematografia emergentes buscavam explorar todos os públicos possíveis. Para isso era necessário publicidade em escala massiva. Foi Faria quem produziu em 1902 o primeiro cartaz da história do cinema, para o filme Les victimes de l'alcoolisme, de Ferdinand Zecca, produzido pela celebrada Societé Pathé Frères. Trabalhou especialmente para os Clérice Frères, a Film d'Art e a Pathé, criando anúncios e cartazes para óperas, musicais, filmes e espetáculos de variedades, capas de livros e de edições musicais, e outros trabalhos. Seus cartazes de filmes e turnês de cantores e espetáculos famosos correram o mundo, dando-lhe uma reputação internacional. De 1902 a 1911 ele foi o principal cartazista da Pathé Frères, empresa que emergiu como o primeiro gigante da cinematografia, quando seu trabalho, no entendimento de Gaudêncio Junior, atingiu a maior especialização, fixando "o momento mais fecundo e sintético de uma narrativa ainda deficiente neste primeiro cinema".

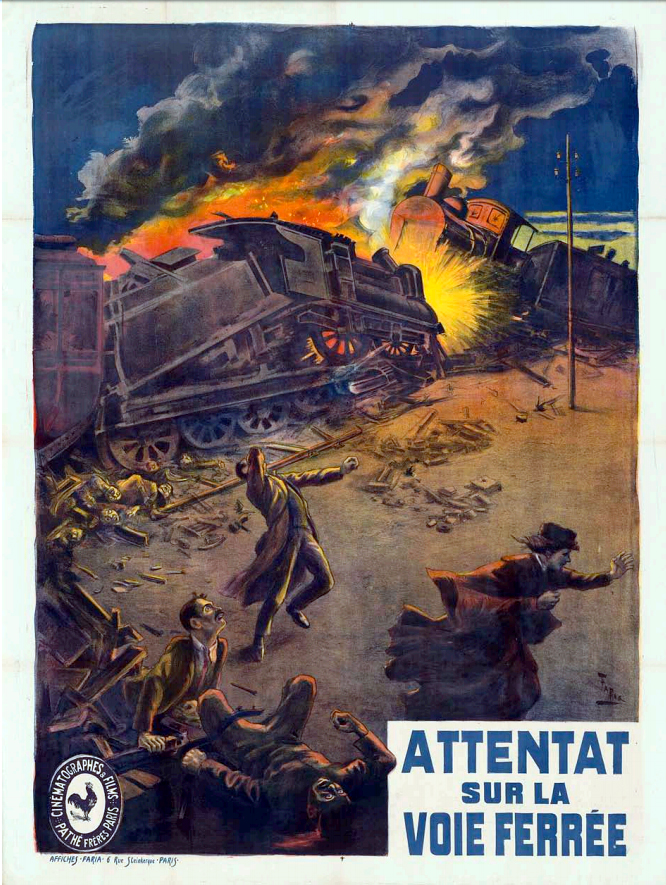
Cartaz para o filme Attentat sur la voie ferrée, 1906, da Pathé Frères.

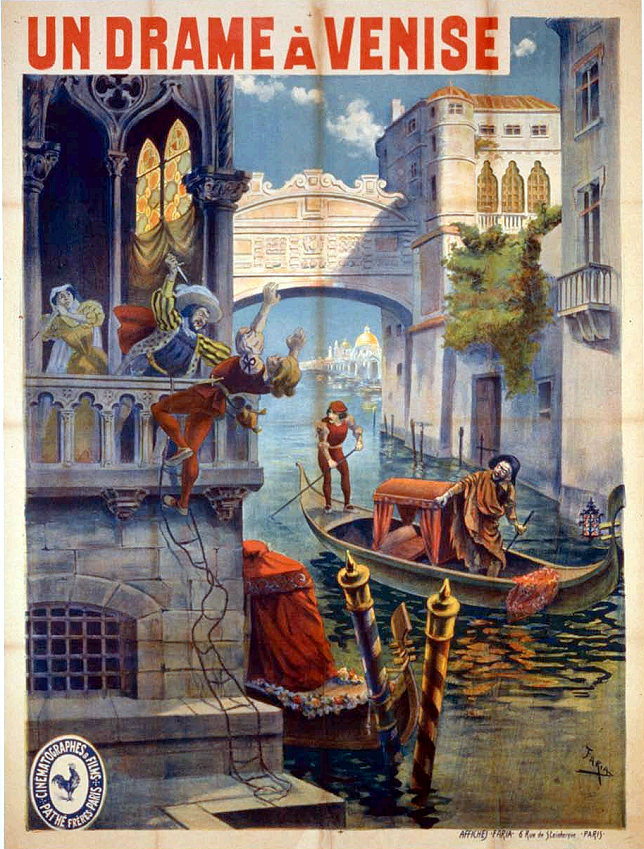
Cartaz para o filme Un drame à Venise, 1906, da Pathé Frères.

Suas imagens mantinham uma relação direta com o estilo e conteúdo dos filmes que anunciavam, promovendo uma voga de produções sentimentais e/ou burlescas versando sobre as vidas do pequeno burguês, do operário da fábrica, da costureirinha e da criada, do ambulante, do órfão, descrevendo em tons fortes e em clichês repetidos à exaustão os dramas e alegrias da família burguesa "típica" e dos esquecidos e párias da cidade grande, que atraiam a classe popular em massa para os cinemas. Mas também havia filmes de aventuras, de romances, de mistérios policiais, de terror e de fantasias pseudo-históricas ou pseudo-orientalistas, temas que também excitavam a imaginação de todos e geravam uma publicidade sempre espetaculosa e apelativa. Essas necessidades variadas, como um verdadeiro e moderno profissional, Faria estava pronto para atender de maneira igualmente eficaz. Na descrição da enciclopédia de cinema da Cinémathèque Française,
"Graças à elegância e à segurança do seu traço, ele está à vontade tanto na pintura de interiores como de cenas de rua. Ele conhece as expressões humanas, desde aquelas dos que estão na sarjeta até as dos salões da alta sociedade. Dono de uma força de trabalho pouco comum, produziu enormemente, aplicando seu estilo refinado e pujante, ou nos domínios tão diferentes dos filmes religiosos, ou nos filmes de inspiração histórica, os filmes cômicos, os filmes fantásticos e maravilhosos. Seu atelier, uma fortaleza produtiva, situada no nº 6 da Rua Steinkerque em Montmartre, foi o viveiro de muitos jovens talentos, um lugar onde se formaram, entre outros, seu filho Jacques de Faria (1898-1956), Jacques Bonneaud, François Florit, Antonin Magne e Gustave Soury".
Seu atelier empregou muitos colaboradores, que podiam participar em alguma medida da criação dos projetos, mas se encarregavam principalmente da execução. Concorrendo com uma legião de artistas gráficos renomados em atividade da capital francesa, e conseguindo estabelecer-se tão solidamente neste mercado competitivo, alcançando um público tão vasto, para Damasceno sua fase francesa representou seu "triunfo completo". Ele não estava, no entanto, apenas interessado em negócios. Havia um forte componente ideológico e estético em sua atuação, um desejo de renovar e de levar a arte a um grande público. Através especialmente do cartaz Faria foi uma figura importante no movimento de modernização da arte.
Cândido Aragonez de Faria trabalhou até o fim e faleceu no pleno domínio de suas capacidades, e foi enterado logo na entrada Cemitério São Vicente de Montmartre em Paris. Diz a tradição que expirou em meio à criação de um retrato da vedete Eugénie Buffet. Armand Verhylle, a mais importante fonte de época sobre o artista brasileiro, assim lembrou dele:
"Após ter, por seu labor obstinado — durante quarenta anos — contribuído à ressurreição de uma arte e de uma indústria mais florescente que nunca na época atual; após ter aguçado o gosto do público pela litografia e feito uma grande quantidade de profissionais viverem de seu lápis litográfico, cujo trabalho diário só se originava de sua produção de artista, Faria se foi, em uma manhã cinzenta de inverno, para o país de onde não se volta mais. Naquela manhã, um domingo, o velho mestre de imagens, assim ele teria sido chamado na Idade Média, trabalhava em seu ateliê, na rua de Steinkerque. Estava sozinho. O ar vibrava com o carrilhão dos sinos. Ele trabalhava. De repente, seus dedos não enlaçaram mais a palheta, subitamente pesada demais, a mão escorregou, e a fronte branca se inclinou sobre a obra inacabada. Faria estava morto em seu cavalete, como um soldado, sob as armas".

## Legado

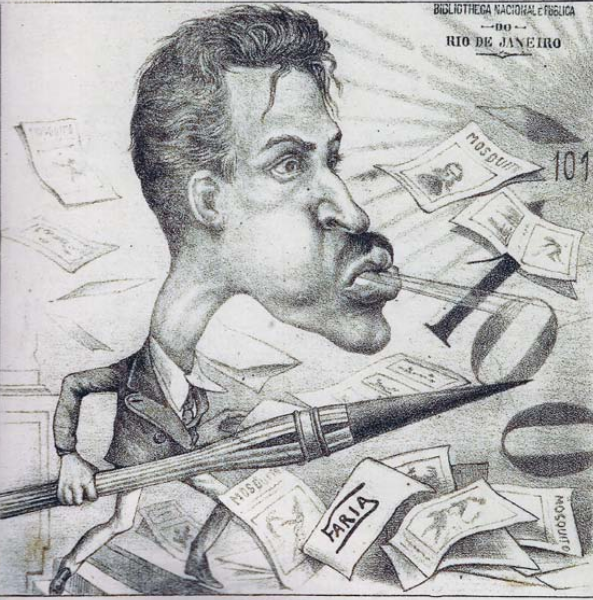
Auto-retrato do artista em 1871.

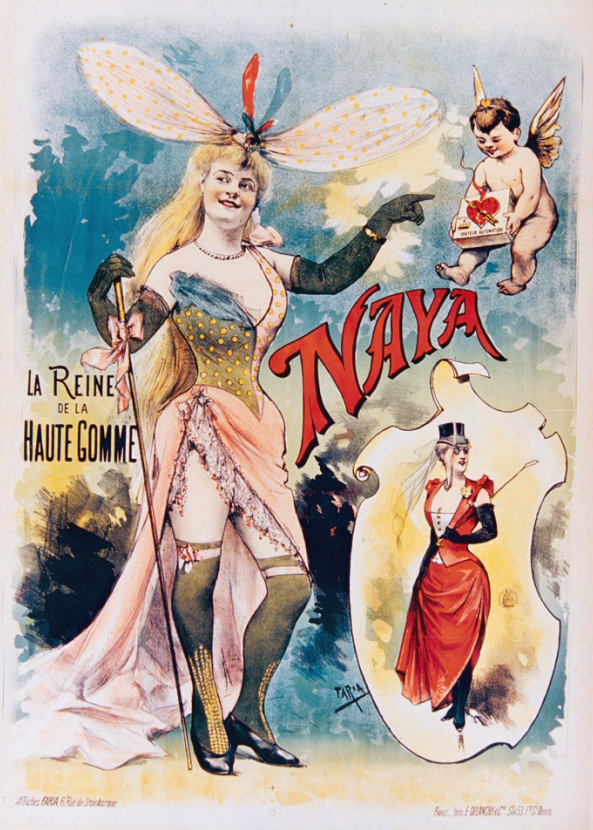
Cartaz para o musical Naya, la reine de la haute gomme, sem data.

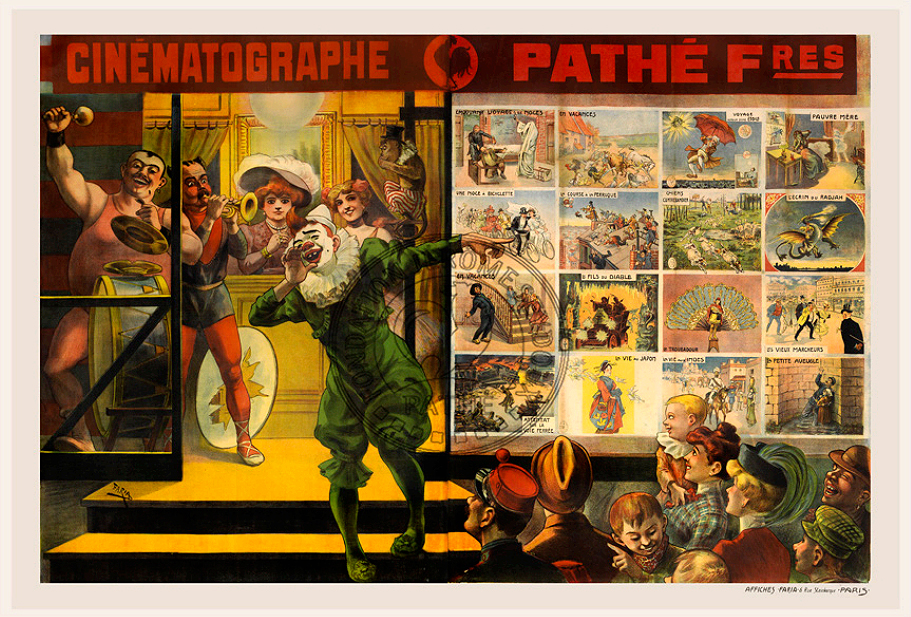
Cartaz para a empresa Pathé Frères, 1906.

Cândido Aragonez de Faria é tido hoje como um dos maiores caricaturistas e ilustradores do Brasil e um dos maiores do seu tempo, além de ter sido um grande professor. Para Lima, "sua arte se impõe como a de um chargista de imensos recursos. O traço é de uma firmeza sem vacilações, ao mesmo tempo vigoroso e elegante, seja no recorte de cenas de interior, seja nos flagrantes de rua. Suas damas retratam maravilhosamente a vida social do Segundo Império, com suas pequenas comédias, as suas intrigas de salão e alcova, as miúdas misérias da vida conjugal". Falando sobre suas sátiras de políticos, Lima disse que o artista os apanha "em situações da maior comicidade, e de um vigor de interpretação satírica em que nenhum contemporâneo o ultrapassava, nem mesmo mestre Agostini, de uma arte aliás inteiramente diversa, pois suas caricaturas foram sempre mais no sentido moderno da caracterização do que de deformação". Segundo Gaudêncio Junior, no geral, em suas obras manteve constante e ferrenha oposição ao governo, "dedicou-se a retratar as profundas transformações dos costumes de então, tais como os tipos cariocas, os diálogos amorosos, a moda e as cocotes, os espetáculos, os salões de pintura, a música e a dança, o carnaval, a emergente popularização da prática esportiva, dentre outras", e foi um "cronista das questões mais importantes de seu tempo".
Como cartazista e ilustrador contribuiu para plasmar um imaginário que deu um rosto característico à vibrante Belle Époque francesa e à decantada boemia parisiense, povoada de artistas e intelectuais, em um momento em que Paris, a "Cidade Luz", se tornava o mais dinâmico e progressista centro cultural do Ocidente, atraindo multidões de estudantes, turistas, novos-ricos e criadores, e ditando modas, estilos e tendências em escala global. Mas seria impossível associar seu estilo a uma única escola; foi uma figura híbrida e mutante, adaptável às circunstâncias, sensível ao seu ambiente e às suas demandas. Se parte dos seus cartazes se alinha perfeitamente à refinada estética Art Nouveau, típica da Belle Époque, onde ainda é muito visível a herança da tradição acadêmica favorecida pela elite, em muitos outros, especialmente os cartazes de filmes, transita para uma abordagem mais popular, mais crua e anedótica, muitas vezes tendendo para o melodramático e o sentimental tipicamente kitsch, mas sendo em muitos sentidos trabalhos experimentais e inovadores, aproximando-se das pesquisas realistas, fauvistas e expressionistas em termos de cor e construção da figura e do espaço. Norberto Gaudêncio Junior contextualizou sua obra em sua fase europeia:
"O período aqui abordado testemunhou um significativo progresso material, transformações que engendraram novos modos de pensar e experimentar o tempo e o espaço. O automóvel, por exemplo, encurtou distâncias e redimensionou o uso do tempo. A eletricidade, por sua vez, propiciou um novo padrão de conforto que afetou a sociabilidade do indivíduo. Foi também um período em que o aprimoramento da impressão gráfica, sobretudo da litografia, fez com que as artes gráficas se desprendessem em maior e menor medida da pintura, tornando-se um meio independente para promover, criticar ou satirizar os ideais políticos, registrar as profundas modificações que a modernidade promovia e, bien sûr, para anunciar produtos e eventos. Em suma, um acesso até então inigualável a um sem-número de imagens prontas para serem consumidas por uma nova sociedade de espectadores desejosa de compartilhar um conjunto heterogêneo de experiências visuais, construindo com isso novas relações sociais. [...]
"Faria e artistas gráficos com práticas semelhantes à dele talvez sejam pioneiros neste movimento em direção a certo racionalismo produtivo, que seria gestado na primeira metade do século XX. Os motivos para esta racionalização foram diversos, tais como a aplicação da psicologia na indústria e no comércio, a intensificação de publicações e manuais especializados e o surgimento de novos métodos de análise de mercado, distribuição e venda. Obviamente estas questões não perpassavam o cotidiano do Atelier Faria, mas a ênfase na especialização certamente já apontava para novos e futuros procedimentos.
"No caso específico do cartaz, este momento de afirmação profissional levou a uma nova aproximação com a arte moderna. Assim como ocorrera com a geração de pintores cartazistas da década de 1880, o cartaz passou a ser aceito e enaltecido por uma jovem geração de artistas modernos que teorizaram e enalteceram o cartaz (dentre eles, Fernand Léger). Fascinados pela concepção da arte moderna como uma arte social, estes artistas se apropriaram de um argumento recorrente na geração anterior: o de que o cartaz seria a “arte da rua”. Publicitários, designers e artistas uniram-se, novamente, na crença de que o cartaz (assim como a fotografia e o cinema) colaboraria para uma redefinição da arte e do próprio conceito de beleza.
Apesar da fama de que desfrutou em vida, e a despeito do seu reconhecimento nos meios acadêmicos, que lhe têm dedicado atenção em vários trabalhos — alguns deles alentados, como a tese de doutorado de Norberto Gaudêncio Junior, centrada em seu período parisiense — sua vida e obra ainda permanecem desconhecidos do grande público. Um cineclube foi fundado em Laranjeiras em 2010, levando seu nome, uma iniciativa da Prefeitura Municipal, do Ministério da Cultura e do Iphan. Em 2014 uma exposição de seus cartazes foi o destaque nas celebrações de inauguração da Fundação Jérôme Seydoux-Pathé em Paris, dedicada à pesquisa e divulgação dos primórdios do cinema.
Foi casado com Beatriz Emília da Rocha, morta precocemente depois de apenas três anos de matrimônio. Seu filho Jacques de Faria foi também artista renomado; preparado pelo pai e depois seu colaborador, herdou e deu continuidade ao Atelier Faria. Fez cartazes para várias grandes companhias cinematográficas, incluindo a Pathé, a Gaumont, Fox Films e Metro-Goldwyn-Mayer, explorando uma diversidade de estilos, do realismo fotográfico a sínteses modernistas, e dedicou-se também à pintura de cavalete, expondo em muitas mostras. Com sua morte em 29 de janeiro de 1956, encerram-se as atividades do Atelier Faria. Seu neto Philippe de Faria dedica-se a resgatar o legado da família, reunindo grande documentação e escrevendo um estudo de grande importância sobre o avô Cândido e sobre o Atelier, além de um estudo sobre os Aragonez e biografias do bisavô José Cândido e seu outro filho Adolfo. Disse Gaudêncio Junior que "não seria exagero afirmar que Philippe erigiu alicerces mais seguros para futuras pesquisas que tenham Cândido Aragonez de Faria por objeto".

## Outras obras

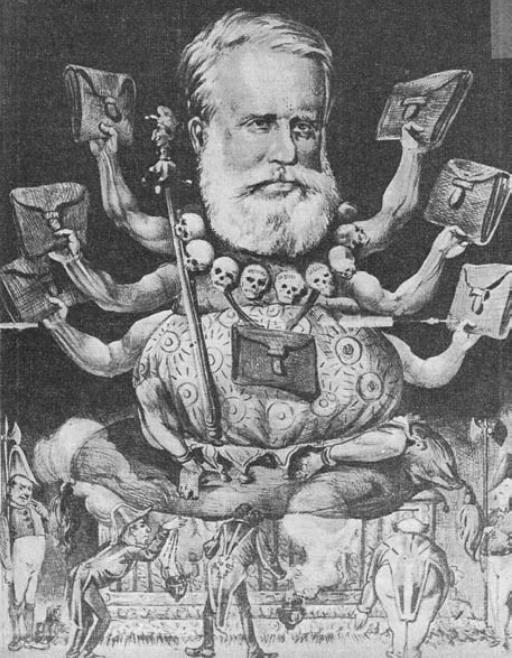
Caricatura publicada em O Mequetefre, 1878.
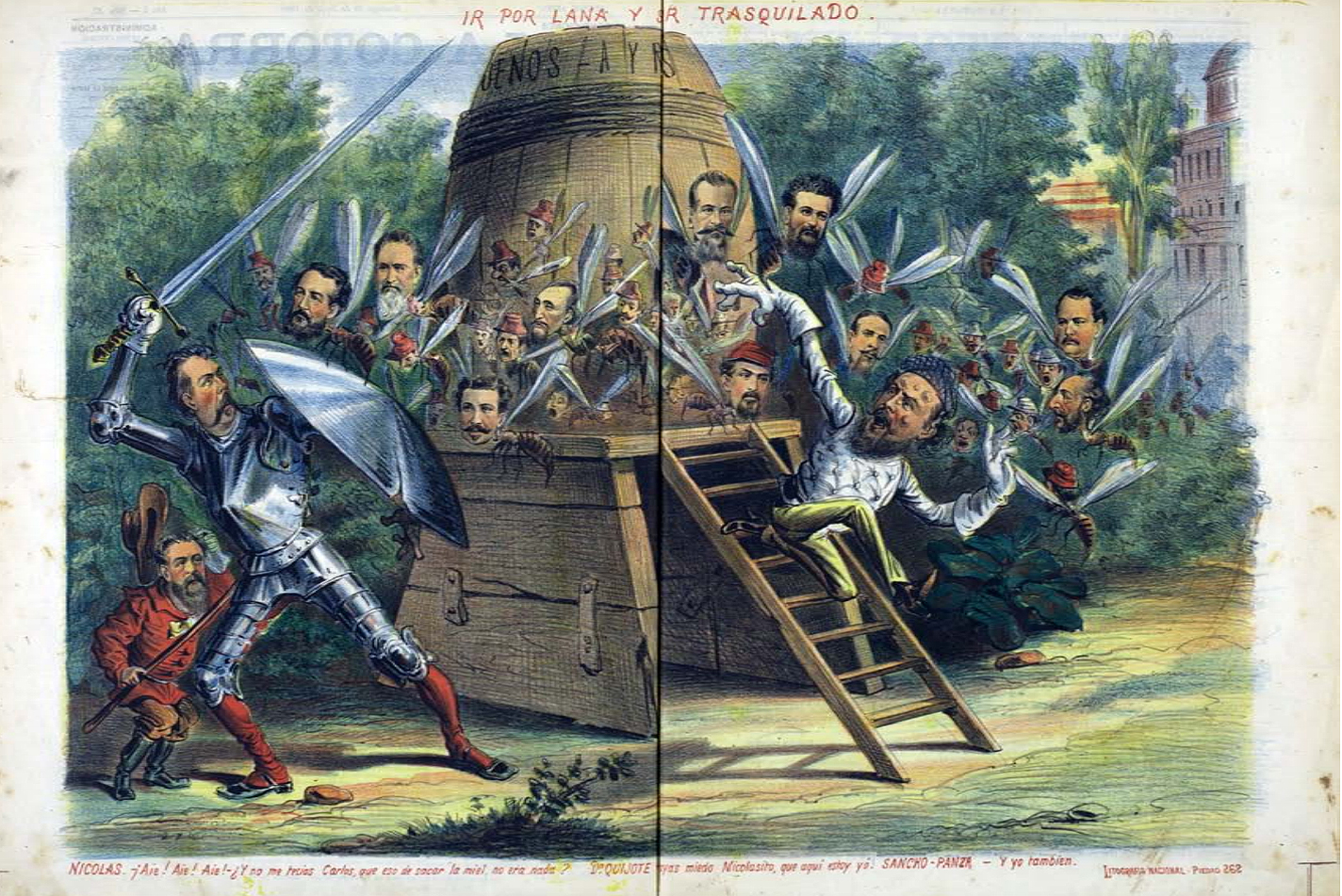
Página dupla de La Cotorra, de 20 de junho de 1880.
Capa de uma partitura de canção francesa, sem data
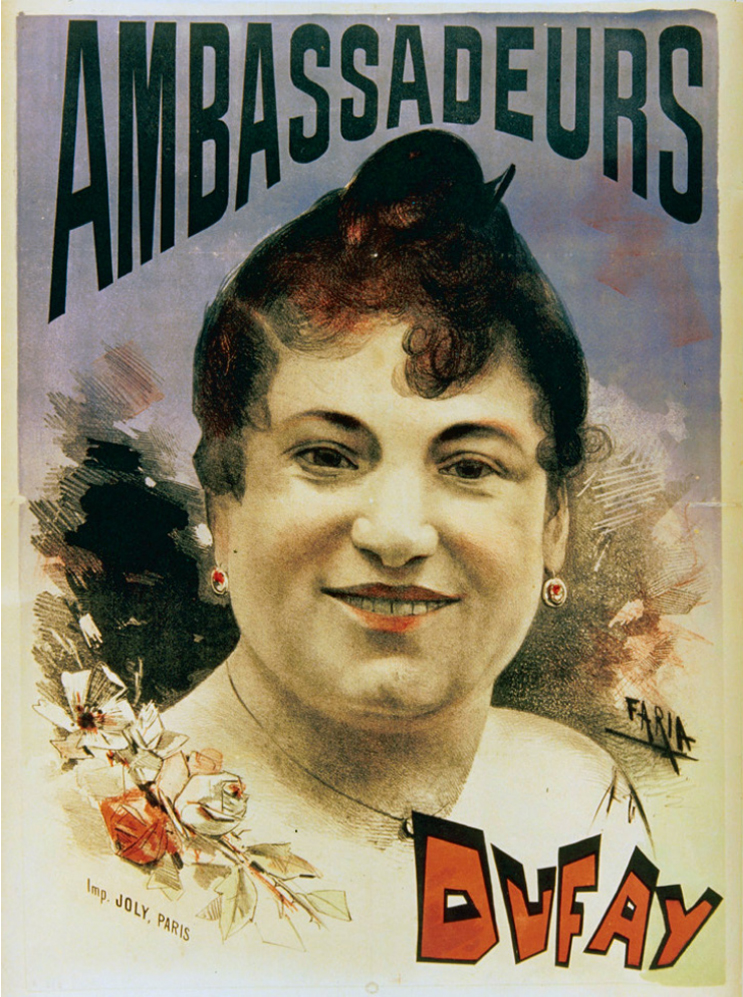
Cartaz para o espetáculo Ambassadeurs, estrelado por Marguerite Dufay, sem data

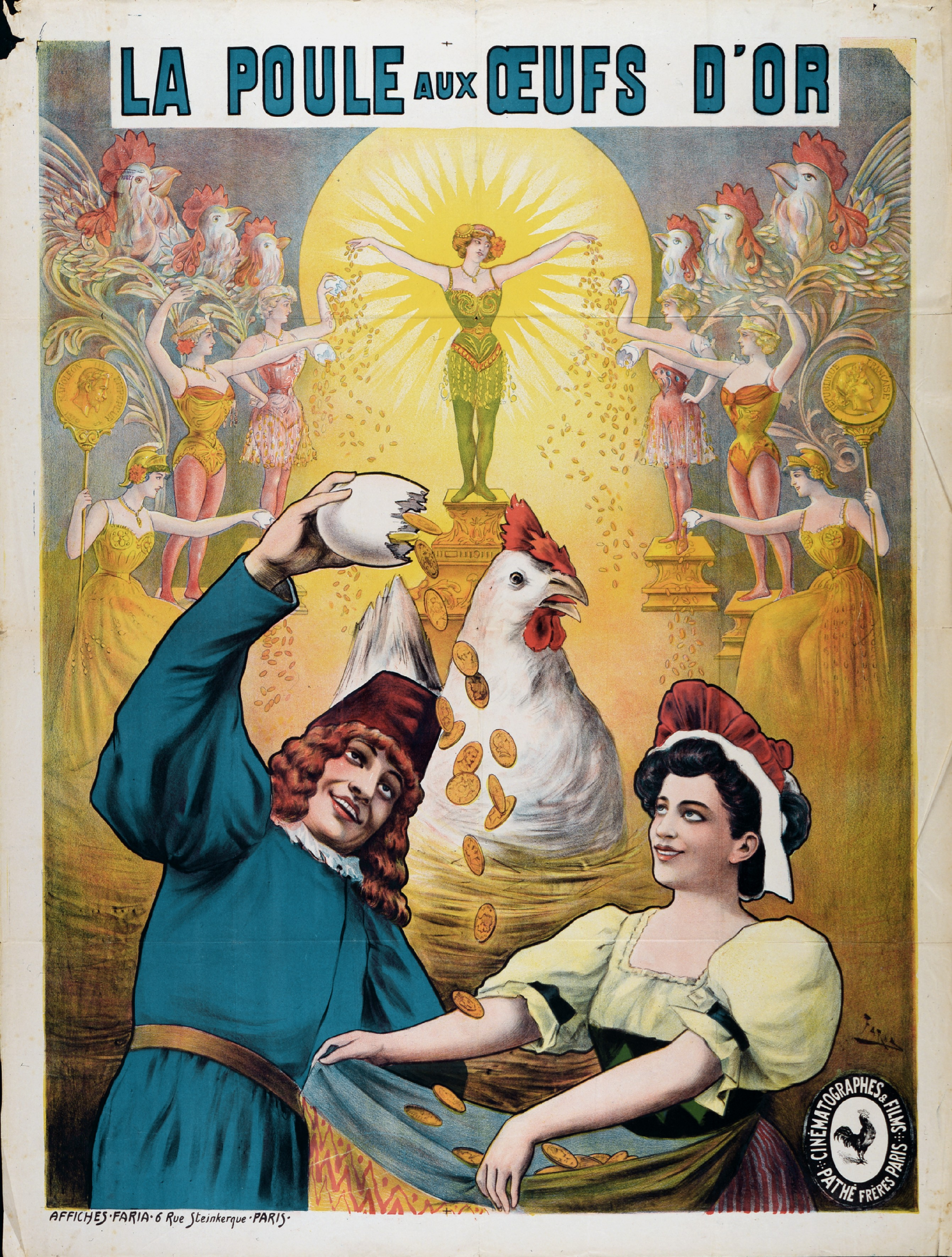
Cartaz para o filme La poule aux oeufs d'or, 1905, da Pathé Frères.
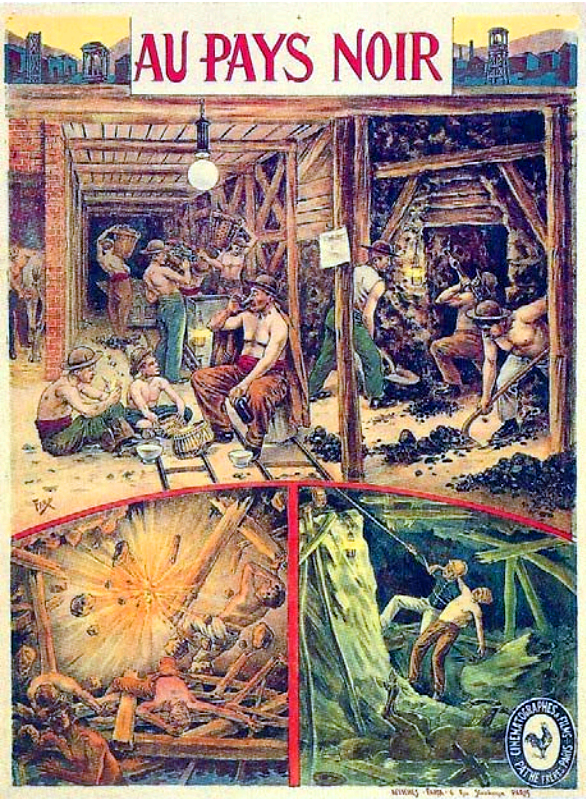
Cartaz para o filme Au pays noir, da Pathé Frères, 1905
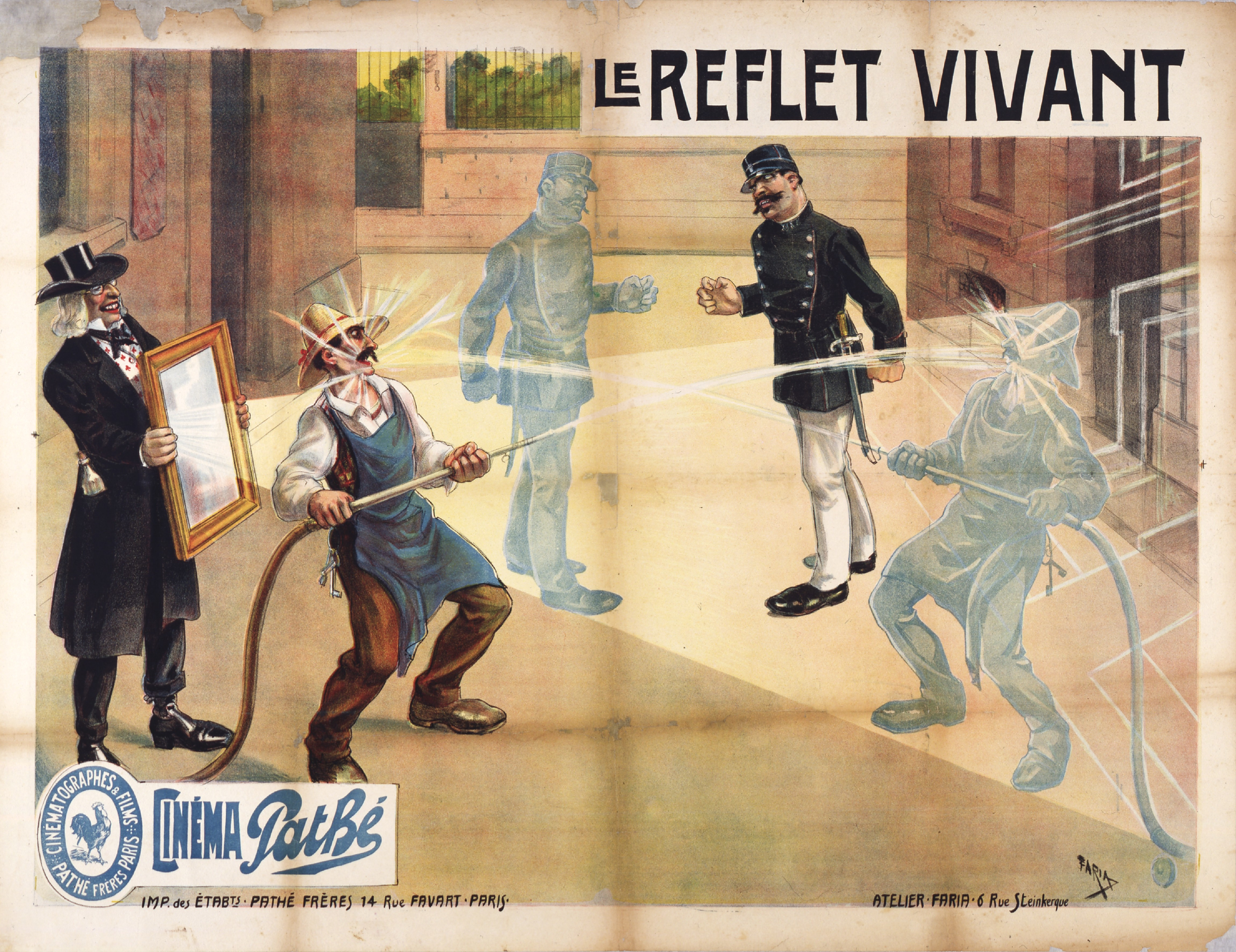
Cartaz para o filme Le reflet vivant, da Pathé Frères, 1908
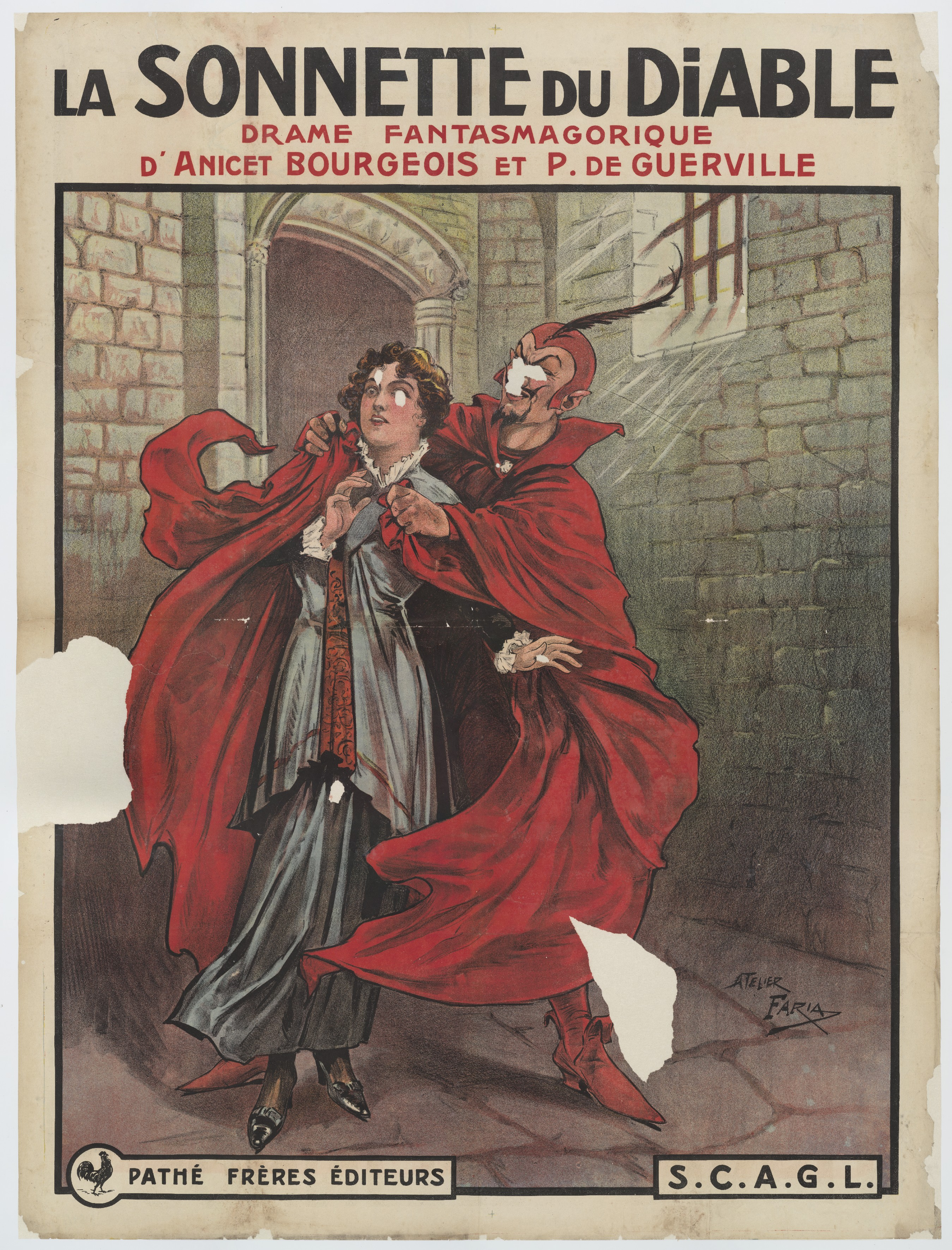
Cartaz de Jacques de Faria para o filme La Sonnette du Diable, assinado "Atelier Faria", sem data.